# 池州市平天湖风景区
30°37′22″N 117°29′27″E / 30.622715°N 117.490902°E
池州市平天湖风景区是安徽省池州市的一个县级行政管理区，是国家绿色生态示范城区、省级现代物流服务业集聚区、省级电子商务示范园区、省级风景名胜区。除行政、财税外，池州市平天湖风景区其他事务包括民事、区划与统计等全部归入贵池区。

## 历史沿革
池州市平天湖风景区的前身是2006年10月30日成立的池州市火车站站前区。2015年10月28日，池州市平天湖风景区由池州市火车站站前区和齐山平天湖风景名胜区合并而成。规划面积101平方公里（包括平天湖水域面积11平方千米），总人口约8万人。含清溪街道。原池州火车站站前区管理委员会、市齐山平天湖风景名胜区管理委员会整合，设立池州市平天湖风景区管理委员会机构，为池州市人民政府下属的正处级事业单位。

## 行政区划
下辖1个街道办事处：

- 清溪街道